# Jean Ousset
Jean Ousset (Porto, 28 luglio 1914 – Parigi, 20 aprile 1994) è stato uno scrittore e filosofo francese.

## Biografia
Negli anni trenta fu un attivista del movimento Action française, Charles Maurras. Sotto il governo di Vichy durante la Seconda guerra mondiale, Ousset fu messo a capo dell'ufficio di ricerca della Jeune légion, una struttura dipendente dalla Légion française des combattants, l'associazione dei veterani fondata nel 1940 e guidata da Xavier Vallat. Tuttavia, Jean Ousset si oppose sempre all'ideologia nazista, in ragione del suo neopaganesimo e, difatti, non verrà mai perseguito come collaborazionista nel dopo-guerra.
Dopo la Liberazione, Jean Ousset divenne il leader de La Cité catholique, un'associazione cattolica controrivoluzionaria, finalizzata alla pre-politica e non alla politica attiva. Fra i maggiori sostenitori dell'associazione vi erano il cardinale Alfredo Ottaviani e alcuni vescovi francesi, tra cui inizialmente l'arcivescovo Marcel Lefebvre, che successivamente si distanzierà da Ousset per questioni inerenti alla liturgia e alla dottrina sulla vocazione dei laici e fonderà la Fraternità Sacerdotale San Pio X. 
Ousset apprezzava i documenti del Vaticano II sull’autonomia delle organizzazioni laicali rispetto a un controllo del clero che negli anni 1950, a suo giudizio, era diventato eccessivo e soffocante. All'opposto, monsignor Lefebvre era sostenitore di "una cristianità eminentemente clericale, dove non solo nulla si fa senza il vescovo, secondo la massima attribuita a sant'Ignazio d'Antiochia (35 ca.-107/113 ca.) nihil sine Episcopo, ma nulla si fa neppure senza il parroco, il curato, il sacerdote in genere." Anche il ruolo del laicato era un elemento di distanza tra loro.
La struttura dell'organizzazione, così come voluta da Ousset, era molto fluida, sicché le cellule periferiche avevano un legame molto tenue con il centro.
Jean Ousset pubblicò nel 1959 Pour qu'Il règne con prefazione di Marcel Lefebvre, un titolo che successivamente sarà ripreso della sezione belga della Fraternità Sacerdotale San Pio X come testata del suo giornale.
Ousset scrisse anche Le Marxisme-Léninisme in cui sviluppò il nuovo concetto di "sovversione" e sostenne che il marxismo poteva essere combattuto solo mediante una profonda fede, un'illimitata obbedienza al Santo Padre, e una conoscenza completa della dottrina della Chiesa.
Dopo aver sciolto La Cité Catholique, considerandola una struttura troppo "pesante" e centralizzata rispetto alle sue aspettative e dopo aver fondato un'altra organizzazione (l'Office), sparirà per un anno, abbandonando famiglia, amici, vita sociale, per impiegarsi in lavori umili sotto falso nome, al fine di stare in mezzo alla gente e poter meglio analizzare la società francese. Ne uscirà fuori il testo Pratique du sociabilisme del 1975, con il quale anticiperà le analisi sociologiche contemporanee sulla liquidità dei legami sociali.

## Opere
- Histoire et génie de la France, Bastion, 1943
- Fondement d'une doctrine, 1944
- D'où vient la France ; nos origines, Dillen, 1947
- Pour qu'Il règne, 1959
- Ce feu qui dévore. 50 méditations sur la Bible, L'Epi, 1961
- Le Marxisme-léninisme, La Cité catholique, 1960
- Pour une doctrine catholique de l'action politique et sociale, La Cité catholique, 1961
- Introduction à la Politique, La Cité catholique, 1961
- Le Travail (con Michel Creuzet), La Cité catholique, 1962
- A la découverte du beau (con Jean de La Varende), Montalzat Editeur, 1971
- L'Action, Office, 1972
- Marxisme et révolution, Club du livre civique, 1973
- Pratique du sociabilisme, Club Civisme et Culture, 1975
- Les Arguments de notre espoir, Club du livre civique, 1976
- Onze leçons de notre histoire, Club du livre civique, 1976
- A la semelle de nos souliers, Club du livre civique, 1977
- Ruine de Rome, incurie des Césars, Club du livre civique, 1977
- Amour ou sexualisme ?, Dominique Martin Morin, 1987
- Pour qu'Il règne, Dominique Martin Morin, 1998
- Fondements de la cité, Dominique Martin Morin, nouvelle édition, 2008